# 馬堅

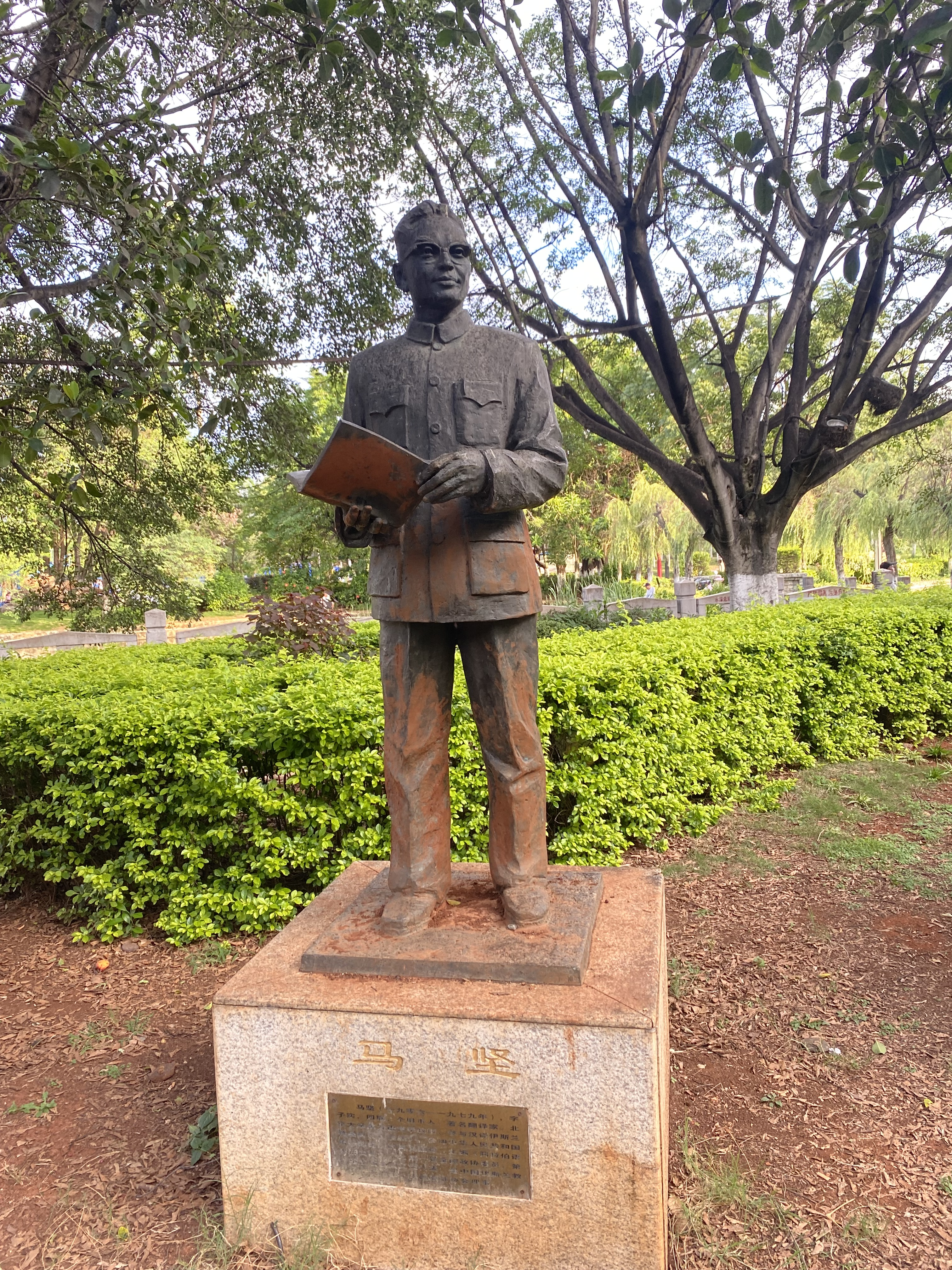
蒙自南湖公园马坚像

馬堅（1906年6月6日—1978年8月16日），原名马玉书、马万清，字子實，號自適，經名穆罕默德·麥肯，回族，云南沙甸人，中国穆斯林學者與翻譯家，阿拉伯语语言学家，伊斯兰学术文化研究家，通晓汉语、阿拉伯语，兼通波斯语、英语。

## 生平
1906年6月，马坚生于云南省蒙自县沙甸里（今属个旧市）一个普通回族农民家庭，原名马玉书，字子实，经名穆罕默德·麦肯。马坚的父亲马忠吉是信仰虔诚的穆斯林，曾在1920年代中期到麦加朝觐。马坚自幼受到浓厚的伊斯兰教文化熏陶，7岁时便跟随马明福阿訇学习，后又改投王富云阿訇接受《古兰经》启蒙，学习阿拉伯文，一年后便能熟读《古兰经》并背诵若干章节。此后马坚到沙甸绅士白亮诚创办的私塾接受新式教育。白亮诚建议马忠吉让马坚到省城昆明深造，并愿意资助。马忠吉想让儿子当阿訇，所以起初并不赞同，后经白亮诚多次劝说才同意。1918年，马坚到昆明进入中阿并授的成德中学学习6年。
中学毕业后，1926年3月马坚回到沙甸，在沙甸鱼峰小学任校务主任。其间，他将原来的初等小学改为初等和高等两级小学，采用新课本，增加作文、算术、体育、唱歌、图画等课程，并兼授阿拉伯语，使鱼峰小学成为“中阿并授”的完全小学。他说：“我相信，回族所需要的是教育，中国所需要的也是教育，惟教育可以救国，惟教育可以振教。” 1928年3月，马坚为去宁夏固原县三营大寺教长虎嵩山阿訇处学习波斯文，和人结伴自沙甸出发，经蒙自乘火车沿滇越铁路出河口，从越南海防乘船经香港赴上海，从上海乘火车到河南洛阳。同年6月，他独自从洛阳出发，最终抵达虎嵩山阿訇帐下。当年中国西北地区战乱不断、匪患严重、霍乱流行，民众生活困苦。他沿途与当地回民同样常以野菜及植物块根为食。晚年他回忆称：“这段旅途，也可以说是唐僧取经，唐僧穿过火焰山，三打白骨精，我是穿过赤地千里的黄土高原，几战霍乱症。如果当时没有坚强的毅力，是不可能到达目的地的。”
在虎嵩山阿訇帐下，马坚学习3年，熟练掌握了波斯语的文法、语法，还汉译了波斯文《伟嘎业》和《真境花园》。不久他返回上海，进入哈德成阿訇创办的上海伊斯兰师范学校学习。1931年4月，获中国回教学会派赴埃及留学。当时埃及是英国殖民地，签证须向英国驻上海领事馆申请，领事馆官员见马坚出身卑微，乃故意刁难，不给签证。马坚一行只好从上海回昆明，请人帮忙才获得英国驻昆明领事馆的赴埃及签证。同年底，马坚一行抵达埃及。在基本学完爱资哈尔大学的课程后，马坚又选修达尔·欧鲁米阿拉伯语专科学校的课程，继续学习阿拉伯语言学、文学、史学、哲学、宗教学。 马坚在埃及留学8年，经济来源主要是校方每月发放的2英镑奖学金，所以他生活俭朴，有套西装穿着时间较长，经历埃及8任内阁总理，被同学们戏称作“八内阁”西装。贫困的生活并没有摧毁马坚的意志和信念,他的求知欲望反而更加强烈。有一次他病愈后，同学林兴华约他去公园散步，但他边走边看书。林兴华后来回忆：“我接触过不少同学和学者，像马坚这样刻苦读书和善于钻研问题的人并不多见。”留学埃及留学期间，马坚用阿拉伯文著《中国回教概观》、用阿拉伯文译《论语》、《茶神》、《河伯娶妻》、《中国格言谚语》，陆续在埃及开罗出版。同时他还将《回教基督教与学术文化》等伊斯兰哲学专著译成中文，寄回国内发表。
1937年抗日战争全面爆发后，马坚等中国留学生很关心国内局势，向埃及当地民众及其他各国留学生宣传中国人民的抗日斗争，揭露日本侵略者的暴行。在开罗的华侨成立了“中国战区灾民救济会”，马坚任该会秘书，该会向阿拉伯友人介绍中国抗日进展，并四处募捐汇往国内支援抗日战争。1939年，侵华日军从沦陷区回族人里挑选出一批亲日卖国分子组成朝觐团，准备赴麦加朝觐，以制造国际舆论。马坚和几位同学得知后，立即致信哈德成阿訇，哈德成阿訇随即向国民政府建议，以中国伊斯兰教名义派出朝觐团赴麦加朝觐，以抵制日伪朝觐团的影响。国民政府采纳了该意见，决定由埃及爱资哈尔大学的中国留学生组成中国朝觐代表团赴麦加朝觐，并拨500英镑路费。马坚随团朝觐，并开展了抗日宣传。
1939年，马坚自埃及学成归国，哈德成阿訇代表中国回教学会从上海赴香港迎接，并和马坚商议了翻译《古兰经》之事。马坚短暂回云南家乡省亲后，1940年经滇缅公路辗转抵达上海，参加了中国回教学会译经委员会，在伍特公、沙善余帮助及马晋卿资助下，翻译文言文《古兰经》，同时用空闲时间翻译白话文《古兰经》。经14个月共译出《古兰经》9卷。1941年太平洋战争爆发后，马坚因一直参加抗日救亡宣传，被日伪列入黑名单，乃乔装成商人经浙江杭州、兰溪、金华回到家乡沙甸，在中阿并授的沙甸私立养正学校教授阿拉伯语、阿拉伯文选、伊斯兰经典，并和中法大学教授夏康农、西南联合大学教授郑秉壁等人共同任教于沙甸鱼峰中学（夏康农任校长）。他在教学中提倡学生独立思考，他教的文史和伊斯兰教课程均由他自己编印教材和讲义，他还推动伊斯兰教经堂教育改革，率先在国内采用新教学方法教授阿拉伯语和宗教学。抗日战争胜利前夕，他到昆明继续翻译《古兰经》及其他译著。
1945年抗日战争胜利后，由北京大学、清华大学、南开大学组成的西南联合大学分别迁回北平、天津复校，1946年马坚获聘为北京大学教授，成为北京大学东方语言文学系的创始人之一，并在该系建立了阿拉伯语专业，使阿拉伯语在中国首次进入高等教育，奠定了中国阿拉伯语教学的基础。至1949年，北京大学出版部和商务印书馆已先后出版了他译的《古兰经》上册（前8卷译本和注释），随后又出版了他写的《〈古兰经〉简介》单行本。
1949年，他和清华大学、北京大学部分教授联名上书傅作义，为北平和平解放起了推动作用。1949年9月，马坚作为宗教界和少数民族的代表，参加了中国人民政治协商会议第一届全体会议，并出席10月1日的中华人民共和国开国大典。中华人民共和国成立后，马坚历任第一届全国政协委员，第一至五届全国人大代表。他还中国伊斯兰教协会常委、中国亚非学会理事、北京大学教授和东方语研究室主任等职。。
1950年代初，马坚撰写了《穆罕默德的宝剑》和《回民为什么不吃猪肉》两篇文章，澄清了当时人们的一些模糊认识，在社会上产生很大反响。他继续任北京大学东方语言文学系教授，并任东方语研究室主任。1950年代，在国家领导人关怀和教育部门支持下，马坚领导北京大学阿拉伯语专业按新教学大纲开展阿拉伯语新教材和《阿拉伯语汉语词典》的编写工作。他曾为毛泽东、周恩来等党和国家领导人做过阿拉伯语翻译，将毛泽东著作《论人民民主专政》译成阿拉伯文出版，并参加了中华人民共和国第一部宪法的阿文翻译工作。他还是中国伊斯兰教协会的发起人之一，长期担任中国伊斯兰教协会常务委员。他还担任中国亚非学会理事等职。
1954年，他当选第一届全国人大代表。9月，他出席第一届全国人大第一次会议讨论宪法草案，期间并发言。1954年，中国史学会公布第一届理事会名单，郭沫若担任主席，吴玉章、范文澜担任副主席，他担任理事。1957年中国伊斯兰教协会机关刊物《中国穆斯林》创刊，从第2期开始连载马坚译的带注释《古兰经》译本。此后因教学和社会活动繁忙，马坚一度无暇进行注释工作。“文化大革命”期间，马坚身心受到摧残，只剩一只眼睛勉强有微弱视力，用高倍放大镜看稿吃力，只好靠助手读译稿，他边听边口述修改意见，直到病逝前十多个小时，他还在最后一次修改核校译稿。另外从1957年到1965年，马坚翻译了《阿拉伯通史》，后又根据原书1970年第十版作了修改。
1978年8月16日，马坚在北京病逝，享年72岁。8月26日，追悼会在北京八宝山革命公墓礼堂举行，由教育部副部长、北京大学党委书记周林主持，北京大学党委副书记、副校长高铁致悼词。1981年，中国社会科学出版社出版了马坚译《古兰经》现代汉语通译本，卷首由白寿彝作序，书中还保留了马坚1949年为前8卷带注释本撰写的《〈古兰经〉简介》（节录）和《译者序》，书末附《参考书目举要》及马坚夫人马存真写的《后记》。1987年，经沙特阿拉伯王国朝觐义产部督导，中阿對照版本由麥地那的法赫德國王古蘭經印刷廠出版，向世界发行，成为迄今全世界影响最大的《古兰经》汉译本。

## 著作
马坚一生著作颇丰，同时他还翻译了大量的阿语作品，又将大量的汉语作品译成阿语。主要著作有：
专著
- 《中国回教概观》
- 《阿拉伯语法教材》

阿译汉作品
- 《古兰经》
- 《阿拉伯通史》， 美国 希提（Philip Khuri Hitti）著
- 《阿拉伯简史》，美国 希提著
- 《回教真相》，黎巴嫩侯赛因·爱勒·吉斯尔著
- 《回教哲学》，埃及 穆罕默德·阿布笃著
- 《伊斯兰哲学史》，荷兰 第·博尔著
- 《伊斯兰教育史》
- 《认主学大纲》
- 《教义学大纲》（即《教典诠释》）
- 《默罕默德宝剑》
- 《回历纲要》
- 《教义读本》
- 《回教基督教与学术文化》
- 《阿拉伯文学概况》
- 《埃及宪法》
- 《悬诗》（手稿，文革中遗失）

汉译阿作品
- 《论语》
- 《中国神话故事》

编著
- 《阿拉伯语汉语词典》